# الووسیدیب
الووسیدیب (به انگلیسی: Alvocidib) با فرمول شیمیایی C۲۱H۲۰ClNO۵ یک ترکیب شیمیایی با شناسه پاب‌کم ۵۲۸۷۹۶۹ است. که جرم مولی آن ۴۰۱٫۸۴۰۲ گرم بر مول می‌باشد.